# Ucrania en los Juegos Olímpicos de Nagano 1998
Ucrania estuvo representada en los Juegos Olímpicos de Nagano 1998 por un total de 56 deportistas que compitieron en 10 deportes.  
El portador de la bandera en la ceremonia de apertura fue el biatleta Andri Deryzemlia.

## Medallistas
El equipo olímpico ucraniano obtuvo las siguientes medallas:
| Nombre        | Deporte | Competición |
| ------------- | ------- | ----------- |
| Oro           |         |             |
| —             |         |             |
| Plata         |         |             |
| Olena Petrova | Biatlón | 15 km F     |
| Bronce        |         |             |
| —             |         |             |